# از کنده تا کشتی
از کنده تا کشتی (به انگلیسی: From Stump to Ship) فیلمی ۳۰ دقیقه‌ای به کارگردانی آلفرد ایمز محصول کشور ایالات متحده آمریکا است.
"از کنده تا کشتی" یک فیلم صنعتی آماتوری است که توسط آلفرد. ایمز، سابقین سناتور ایالتی و مالک شرکت چوب‌بری ماکیاس در ماکیاس، مین و همچنین دکتر هوارد کین از واشنگتن دی‌سی، تولید شده است. این فیلم 16 میلی‌متری با مدت زمان نیم ساعتی در طی زمستان سال 1930 در جنگل‌های برش چوب تصویربرداری شده است و نمایش داده می‌شود که چگونه با استفاده از ابزارها و اسب‌ها چوب‌بری در جنگل انجام می‌شود، سپس به نهره‌کشی جنگلی در بهار پرداخته می‌شود؛ که در آن لاگرها با استفاده از ابزارهایی به نام "پیوی" تلاش می‌کنند تا انشعاب‌های چوبی را در رودخانه‌های یخ‌زده بشکنند تا چوب‌ها از جنگل به کارخانه منتقل شوند. تصاویر دقیق از کارهای کارخانه، تغییر باندسا و تولید شینگل نیز نمایش داده می‌شود. چوب‌ها در ماکیاس برای حمل به نیویورک بر روی شونرها بارگذاری می‌شوند. این فیلم اصلیاً بدون صدا بود و آلفرد امز هنگام نمایش فیلم از یک اسکریپت تایپ شده استفاده می‌کرد و متن اسکریپت را بصورت شفاهی اجرا می‌کرد. در سال 1985 با کمک شورای علوم انسانی مین، متن فیلم ضبط و به آن اضافه شد. این فیلم توسط "فیلم تاریخی شمال‌شرق" در باکسپورت، مین توزیع می‌شود. تصاویر این فیلم در مستند ترکیبی به نام "چوب‌برها و رانندگان رودخانه، یک روز دیگر، یک دوره دیگر" نیز جای گرفته است که همچنین به مصاحبه با بازمانده‌های کارگران چوب از شرکت چوب‌بری ماکیاس می‌پرداخت.